# Jacek Izdebski
Jacek Izdebski, född 21 juni 1982 är tränare för det polska landslaget i innebandy.
Under många år var han aktiv innebandyspelare i Sverige. Han spelade som målvakt. Den högsta ligan som han spelade i var Allsvenskan med Malmö FBC.
Han spelade även internationellt för det polska landslaget och deltog i 2008 års innebandymästerskap i Tjeckien. Han var tränare för landslaget med Patric Johansson under VM 2012 i Schweiz.
2016 skapade han innebandy managerspelet FloorballFantasy, som blev det officiella managerspelet under Herr-VM 2016 innebandy.